# Sa mạc Błędów

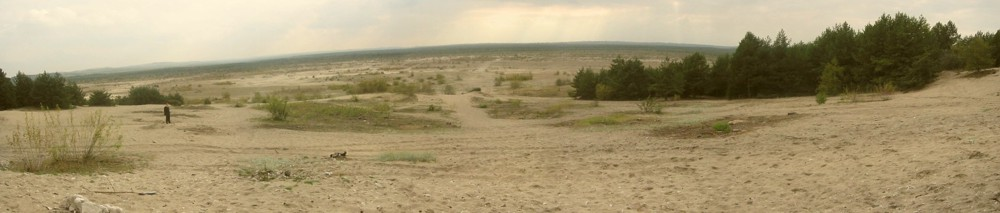
Sa mạc Błędów

Sa mạc Błędów (tiếng Ba Lan: Pustynia Błędowska) là một khu vực cát nằm giữa Błędów (một phần của Dąbrowa Górnicza ở Upper Silesian Metropolitan Union) và các làng Chechło và Klucze ở Ba Lan. Khu vực này chủ yếu nằm trên Cao nguyên Silesian trong Voivodeship Lesser Ba Lan. Vùng cát Błędowska là vùng cát tích tụ lớn nhất ở Trung Âu trong một khu vực cách xa bất kỳ vùng biển nào, được bồi tụ hàng ngàn năm trước bởi một dòng sông băng tan chảy. Nó chiếm diện tích 32 km2 (12 dặm vuông Anh). Các cát có độ sâu trung bình 40m, tối đa 70m. Sông Biała Przemsza chia đôi sa mạc theo hướng từ đông sang tây.
Sa mạc Błędów không được tạo ra theo một cách tự nhiên, mà là kết quả của hoạt động của con người đã hạ thấp mực nước xuống mức độ mà mặt đất không còn có thể hỗ trợ cho đời sống thực vật. Bắt đầu từ thời trung cổ, các khu vực rừng bị chặt phá để đáp ứng nhu cầu khai thác tại địa phương và các nỗ lực gia công kim loại. Điều này rõ ràng tiếp xúc khoảng. 150 km² cát, đã từng đến tận phía nam như Szczakowa.
Theo truyền thuyết, sa mạc được tạo ra bởi Quỷ dữ, người muốn chôn vùi mỏ bạc Olkusz gần đó vào trong cát.
Sa mạc được sử dụng như một căn cứ chứng minh quân sự từ đầu thế kỷ 20. Trong Chiến tranh thế giới thứ hai, quân đoàn Afrika Korps của Đức đã sử dụng khu vực này để huấn luyện binh sĩ và thử nghiệm thiết bị trước khi triển khai ở châu Phi.

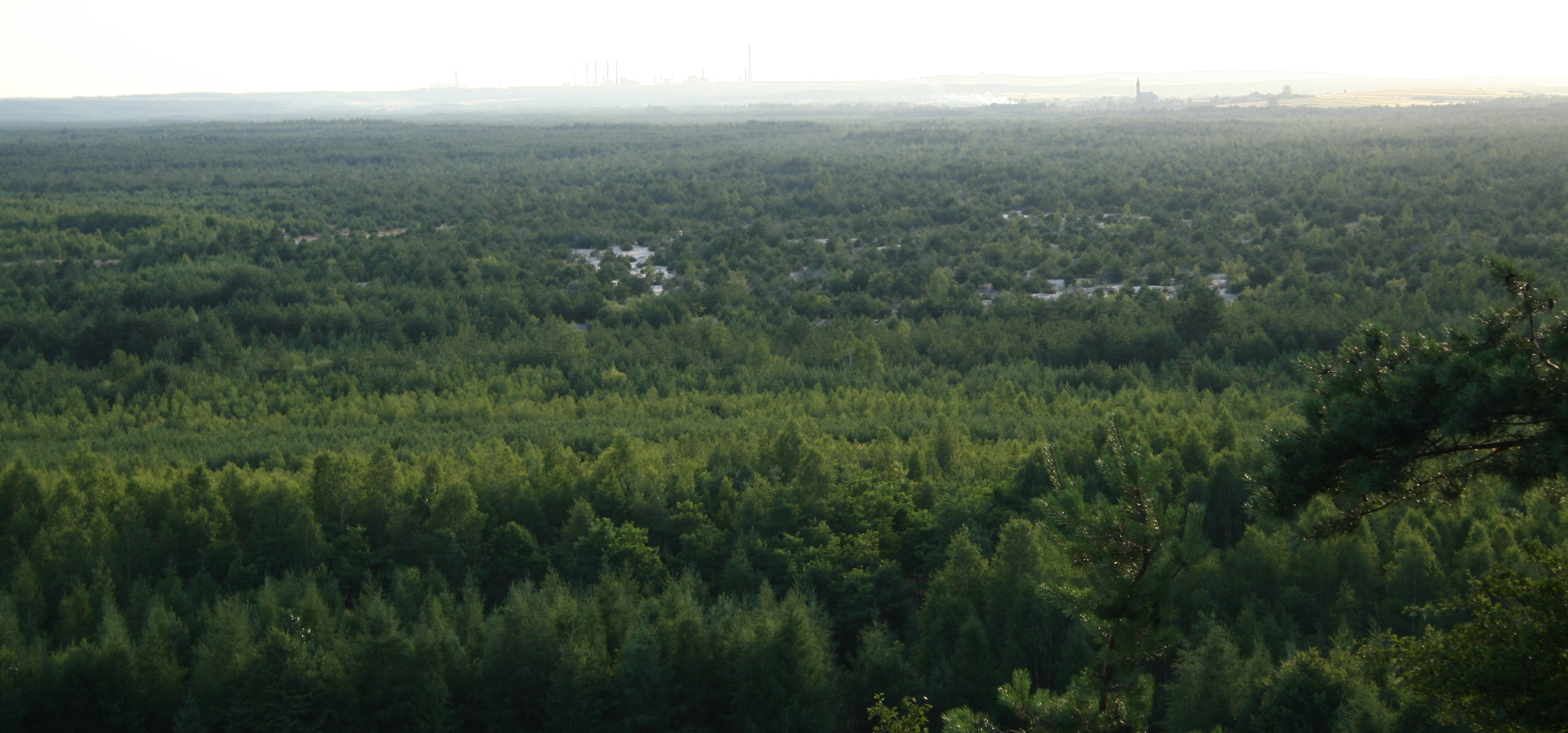
Sa mạc Błędów nhìn từ Czubatka, trước khi bảo tồn.

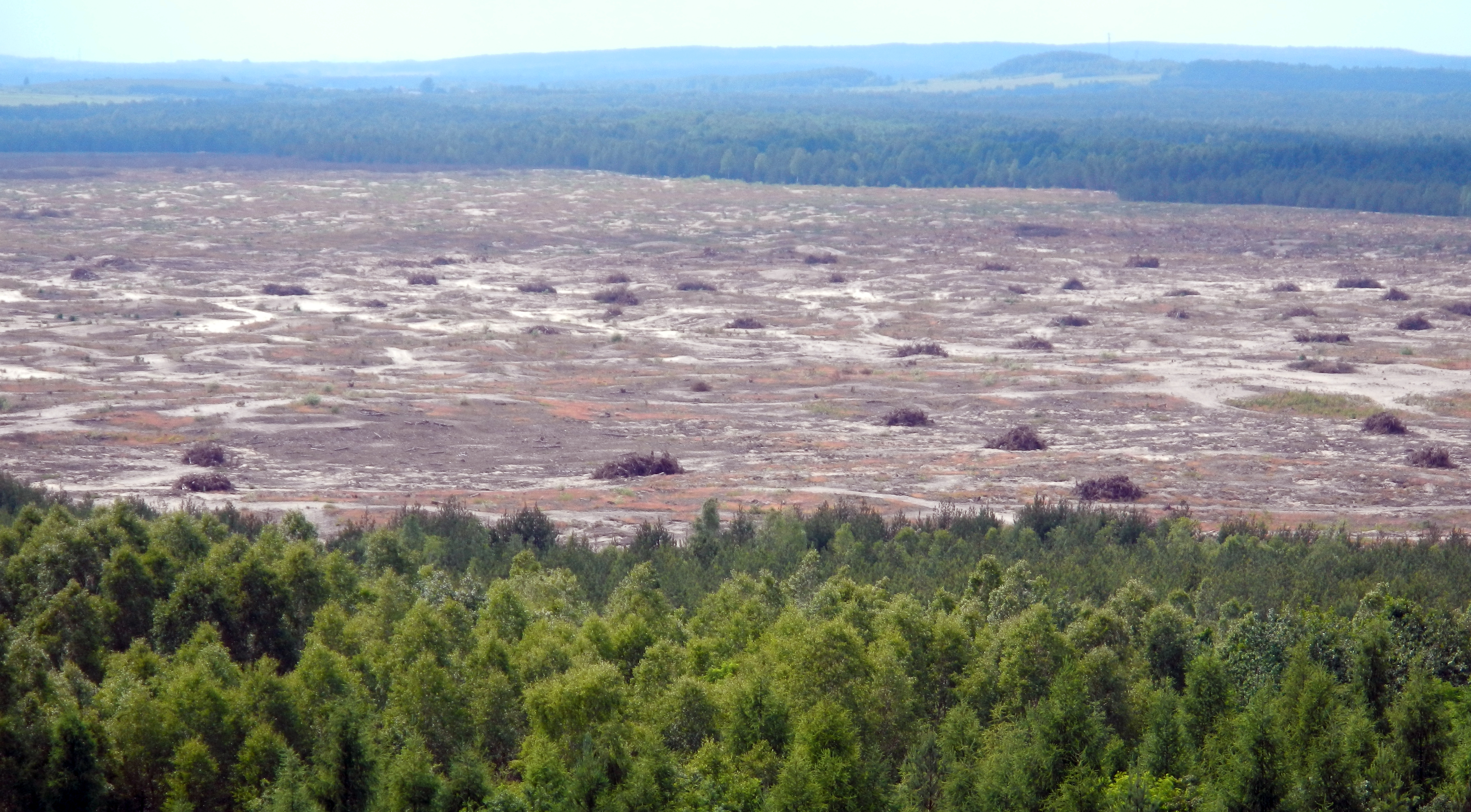
Sa mạc Błędów nhìn từ Czubatka, sau khi bảo tồn.

Trong những thế kỷ kể từ khi xuất hiện, phần lớn sa mạc Błędów đã được phát triển. Trong năm 2013 và 2014, các nỗ lực bảo tồn đã khôi phục một số vùng cát của sa mạc.